# Macker (Moselle)
Macker (deutsch Machern) ist ein Ortsteil von Helstroff, im Département Moselle in der Region Grand Est (bis 2015 Lothringen).

## Geschichte
Weitere Schreibweisen lauteten: Machera (1121), Mackera (1180), Maschra (1270), Maisières près Volmerange (1479), Machern alias Maizières (1594), Macheren (17. Jh.), Machern prope Hilstroff (1606), Maizière les Boulay (1681), Macher (1779), Macker (1793).
1811 wurde der Ort nach Helstroff eingemeindet.

### Bevölkerungsentwicklung
| Jahr      | 1793 | 1800 | 1806 |
| Einwohner | 192  | 185  | 197  |